# Xavier Escaich
Pour les articles homonymes, voir Escaich.
Xavier Escaich Ferrer, né le 6 septembre 1968 à Castelldefels (Catalogne), est un footballeur espagnol qui jouait au poste d'attaquant. Il a notamment joué avec l'Espanyol Barcelone et le FC Barcelone. Après sa carrière de joueur, il fonde une entreprise de conseil, NX Sport Consulting.

## Biographie
Xavier Escaich se forme à l'UE Castelldefels, CF Gavà et au CF Blanca Subur de Sitges. Il débute en professionnel avec le Gimnàstic de Tarragone. Avec le Gimnàstic, il est le meilleur buteur en Segunda División B lors de la saison 1987-1988.
En été 1988, Escaich est recruté par l'Espanyol de Barcelone où il joue pendant cinq saisons. Il vit une des époques les moins bonnes du club qui descend deux fois en deuxième division. Il débute en première division le 27 novembre 1988 face au Valence CF. Ce n'est qu'à partir de la saison 1991-1992 qu'Escaich devient titulaire. Auparavant il ne joue que de façon sporadique.
En 1993, il est transféré au Sporting de Gijón pour 25 millions de pesetas. Le 16 janvier 1994, il parvient à marquer quatre buts lors de la victoire 7 à 1 du Sporting sur Osasuna.
En été 1994, il rejoint le FC Barcelone alors entraîné par Johan Cruijff. Au Barça, il doit faire face à la concurrence de Romário, Jordi Cruijff et Igor Korneïev. Il ne joue pas souvent. Il débute en match officiel avec Barcelone en février 1995 lors de la 20e journée de championnat face à son ancienne équipe, le Sporting de Gijón, match au cours duquel il marque un but.
En été 1995, il est transféré à l'Albacete Balompié où il joue jusqu'en 1997.
En 1997, il rejoint le Real Murcie où il met un terme à sa carrière en 1998.